# Agencourt
Agencourt é uma comuna francesa na região administrativa da Borgonha-Franco-Condado, no departamento de Côte-d'Or. Estende-se por uma área de 4,2 km². Em 2010 a comuna tinha 514 habitantes (densidade: 122,4 hab./km²).